# Дикіль (регіон)
Дикіль (араб. دخيل) — регіон на південному заході Джибуті.
Адміністративний центр — місто Дикіль. Площа регіону становить 7 200 км², населення — 88 948 осіб (2009).

## Географія
На півдні та заході регіон межує з Ефіопією, на сході — з регіонами Джибуті Арта й Алі-Сабіх, на північному сході — з регіоном Таджура.
| Джибуті | Це незавершена стаття з географії Джибуті. Ви можете допомогти проєкту, виправивши або дописавши її. |